# So Little Time
So Little Time (en español: Gemelas en apuros, Gemelas al rescate o Dos en Malibu) es una serie cómica estadounidense protagonizada por Mary-Kate y Ashley Olsen que se emitió en el canal ABC Family, la primera mitad de la serie del 2 de junio de 2001 al 15 de agosto de 2001.

## Argumento
La vida es de todo menos aburrida para las gemelas Carlson, Riley (Mary-Kate Olsen) y Chloe (Ashley Olsen) cuyos padres se han separado cordialmente, pero todavía viven "dentro del tiro de una piedra" el uno del otro en Malibú.
Su madre y su padre dirigieron una etiqueta de moda muy acertada juntos durante años hasta que Jake se sometiera a una crisis de mitad de la vida. En el espíritu de descubrimiento él mismo, él se movió a una caravana, pasando por alto su antigua zona frente a la playa Malibú a casa.
Siendo adolescentes, Riley y Chloe se enfrentaron a los problemas de escuela, familia, amigos, y novios.